# Federico Mompou
Ne doit pas être confondu avec Hippolyte Monpou.
Mompou y Dencausse est un nom espagnol. Le premier nom de famille, en général paternel, est Mompou ; le second, en général maternel, souvent omis, est Dencausse.
Frederic Mompou i Dencausse, né le 16 avril 1893 à Barcelone et mort le 30 juin 1987 dans la même ville, est un compositeur et pianiste espagnol.

## Biographie

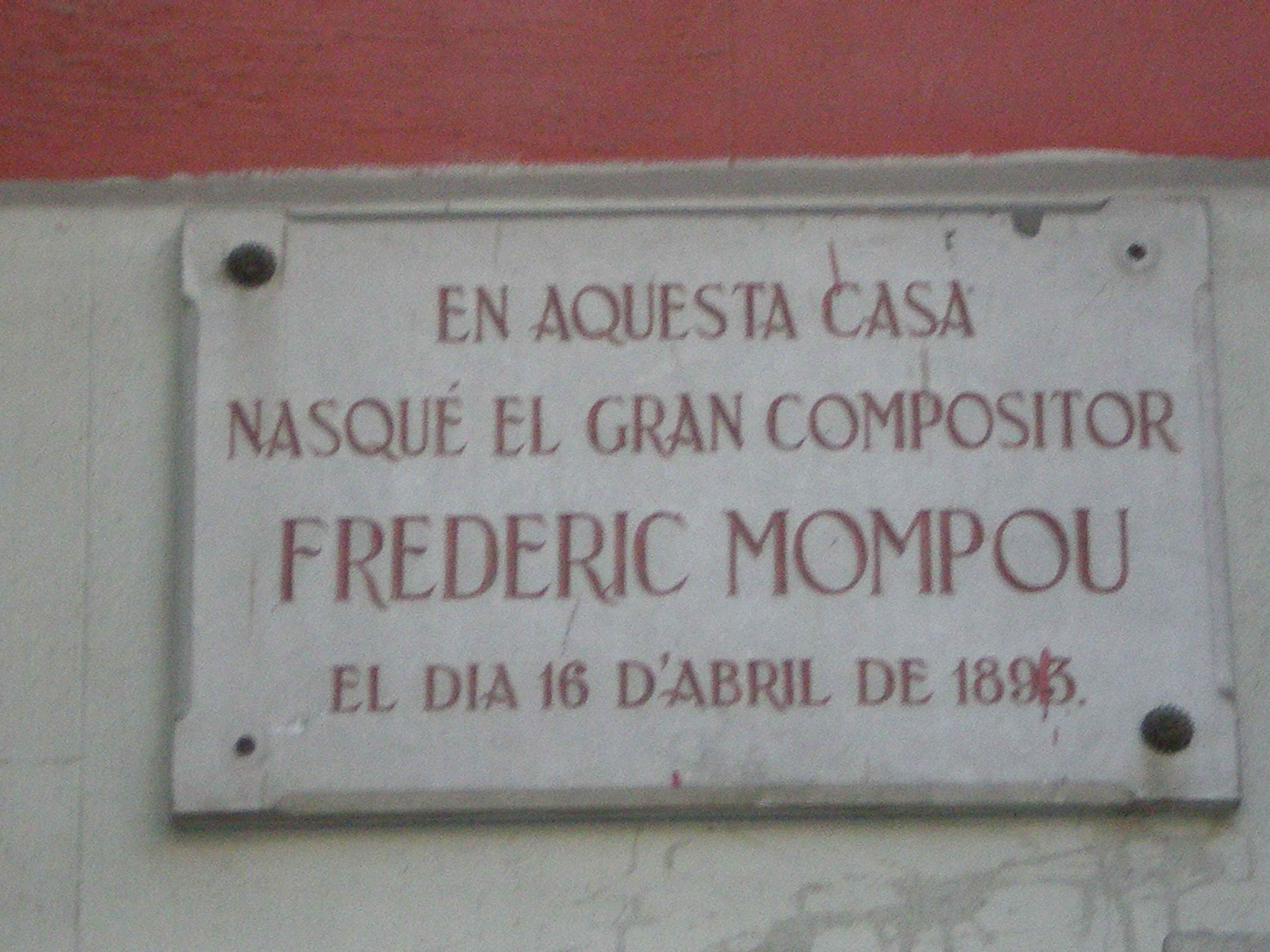
Plaque sur la maison natale de Frederic Mompou (au no 1 carrer de Fontrodona).

Frederic Mompou est né à Barcelone le 16 avril 1893, dans une Barcelone artistique et industrielle en pleine mutation, que ce soit en poésie (Sagarra), en architecture (Gaudí) ou en peinture (Picasso, Miró). Il étudie le piano à Barcelone, au conservatoire du Liceu avec le professeur Pedro (Pere) Serra. Il donne son premier récital en 1908. C'est en 1909, à la suite d'un concert donné par Gabriel Fauré, qu'il décide de devenir compositeur.

### Formation

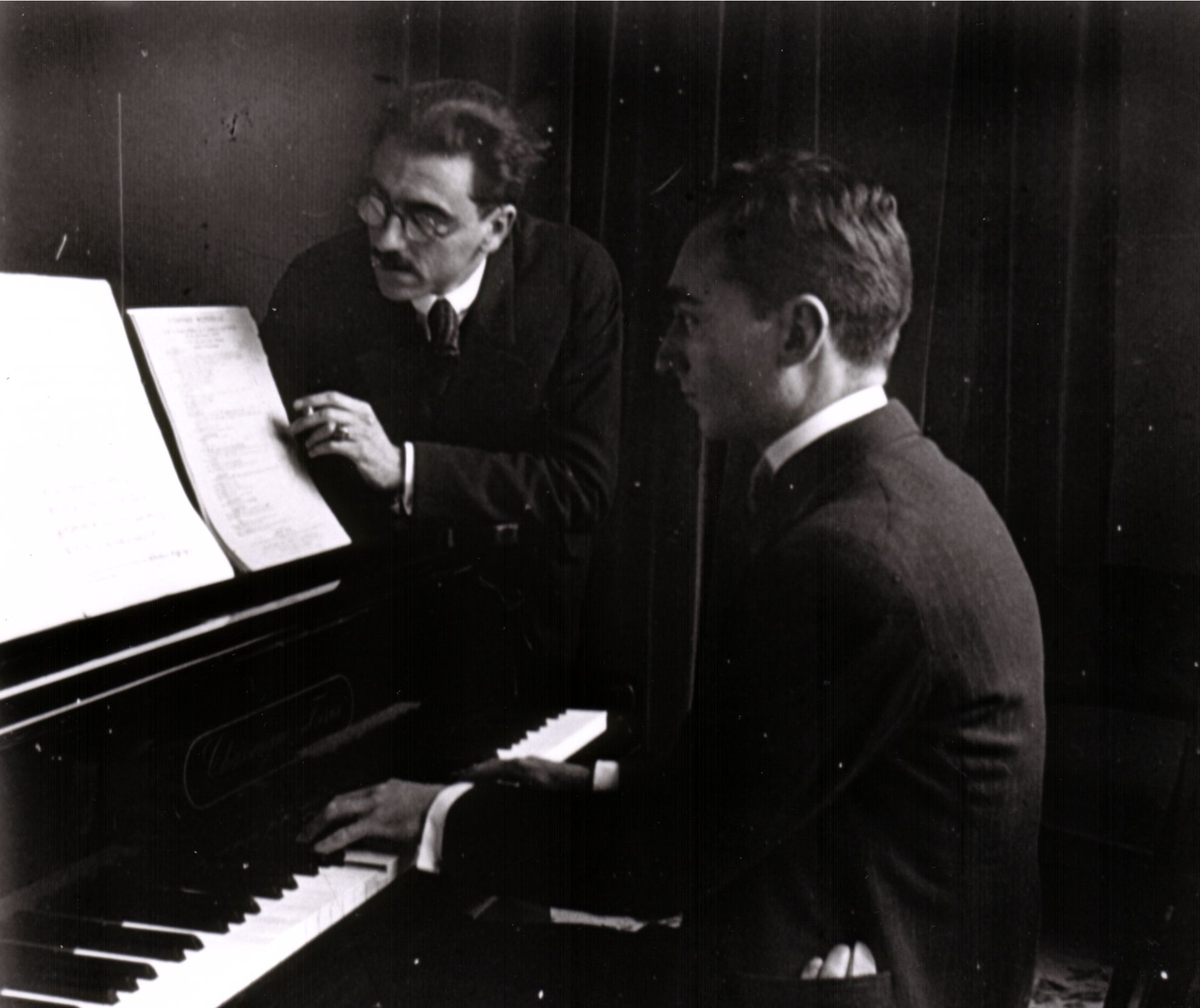
Josep et Frederic Mompou en 1915.

Son premier contact avec les études musicales est difficile. En 1911, il arrive à Paris avec une lettre de recommandation d'Enrique Granados afin d'entrer au conservatoire, alors dirigé par Gabriel Fauré, afin d'étudier principalement la composition. Mais sa timidité le pousse à s'enfuir avant son tour. Il s'engage alors comme auditeur libre au conservatoire et assiste aux leçons de Louis Diémer (piano) et Émile Pessard (composition), qu'il juge trop formel et incapable de rendre possible son épanouissement.
Il se présente ensuite à Isidor Philipp, qui le recommande à Ferdinand Motte-Lacroix, avec qui une amitié réciproque va s'établir. Parallèlement, il prend des leçons d'harmonie avec Marcel Samuel-Rousseau, mais, là encore, l'enseignement trop rigide le rebute et il décide de ne pas continuer dans cette direction.

### Premières œuvres
En 1913, le service militaire le contraint à rentrer à Barcelone, où il reste jusqu'en 1920. C'est à cette période qu'il compose ses premières œuvres pour piano : Impresiones íntimas, Cants Màgics, Scènes d'Enfants, Pessebres, Suburbis, Fêtes lointaines, Charmes, Trois variations et L'Hora grisa et la première « chanson et danse ». C'est également durant cette période que ses idées esthétiques prennent forme. Il s'oppose au « cérébralisme » et cherche la clarté, le naturel, la sincérité et le dépouillement. Il utilise beaucoup de quintes répétées au caractère primitiviste.

### 1921 — 1941, Paris
Il revient à Paris en 1921, où il donne sa première audition le 15 avril. Le jour suivant voit la publication d'un article enthousiaste d'Émile Vuillermoz dans Le Temps. En 1923, il s'installe à Paris où il restera jusqu'en 1941 sans pour autant changer son mode de vie ni mener une existence mondaine. Il est cependant en relation avec la « haute société » et des personnalités des arts et des lettres comme Paul Valéry, dont il utilisera les textes dans certaines de ses compositions, ou Heitor Villa-Lobos, Francis Poulenc et Darius Milhaud.
Durant ce séjour, sa production se ralentit, mais il compose néanmoins les Chansons et danses no 1 à 4, les Préludes no 1 à 6, Dialogues, Souvenirs de l'Exposition, les Variations sur un thème de Chopin, Cançoneta incerta, Trois comptines et Quatre mélodies.

### 1941 — 1987, Barcelone

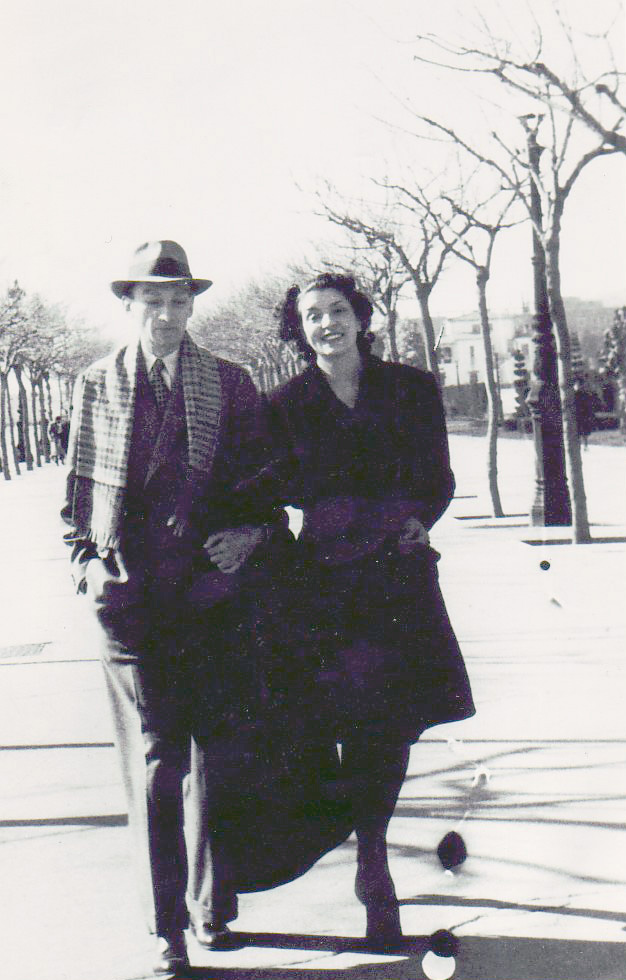
Frederic Mompou et son épouse, la pianiste Carmen Bravo, à Barcelone en 1943.

En 1941, il retourne définitivement à Barcelone où il termine son œuvre à la suite d'une nouvelle période de création liée notamment à sa rencontre avec la pianiste catalane Carmen Bravo, qu'il épousera en 1957. En 1978, une hémorragie cérébrale le contraint à cesser de composer. En 1980, il reçoit la Médaille d'or du mérite des beaux-arts par le Ministère espagnol de l'Éducation, de la Culture et des Sports.
Federico Mompou meurt le 30 juin 1987 à l'âge de 94 ans. Son épouse meurt en 2007.

## Musique et style
Sa musique est principalement dédiée au piano. Son écriture parcimonieuse se situe à l'opposé de la musique grandiose de Richard Wagner, mais plutôt dans les traces de Johannes Brahms et César Franck, et des nationalismes musicaux russes (comme Alexandre Scriabine qui fascinait Mompou) et espagnols (démarrés par Felipe Pedrell, musicologue du folklore, puis repris par Enrique Granados, Manuel de Falla et Isaac Albéniz). Claude Debussy et ses dissonances ainsi que Maurice Ravel et Erik Satie ont également eu une influence importante. Tout comme eux, il n'aime pas le développement et le remplissage. Cependant, il « fuit le plus possible l'impressionnisme », bien que ses pièces composées de 1914 à 1921 aient conduit Émile Vuillermoz à le surnommer « le Debussy espagnol ».
Il ne se définit pas comme un compositeur, mais comme un musicien. Il refuse la musique atonale et la musique sérielle à la mode dans les années 1940 et popularisées par Arnold Schönberg. Au contraire, il compose une musique intimiste de manière instinctive, avec comme idéal esthétique le critère de beauté. Il se décrit également comme un « primitif », et n'hésite pas à supprimer les armatures et les barres de mesure.
Roger Prevel dit de lui qu'il est « sans doute le plus grand musicien espagnol depuis Manuel de Falla. », et que sa musique est « aussi colorée que réduite à l'essentiel. » Vladimir Jankélévitch quant à lui relève plusieurs points communs avec la musique de Déodat de Séverac, en particulier la présence d'accords avec sixte ajoutée ou le thème des paysages. Sa musique joue beaucoup avec la résonance des harmoniques qui dégagent les fondamentales.
Les grands-parents maternels de Mompou, originaires de Tarbes, étaient fondeurs de cloches. On retrouve dans son œuvre de nombreuses allusions à ce thème, comme dans « La fontaine et la cloche », « Música callada » (numéros 5, 8 et 9) ou encore dans le dernier « charme », « Pour appeler la joie ».

## Œuvre

### Piano

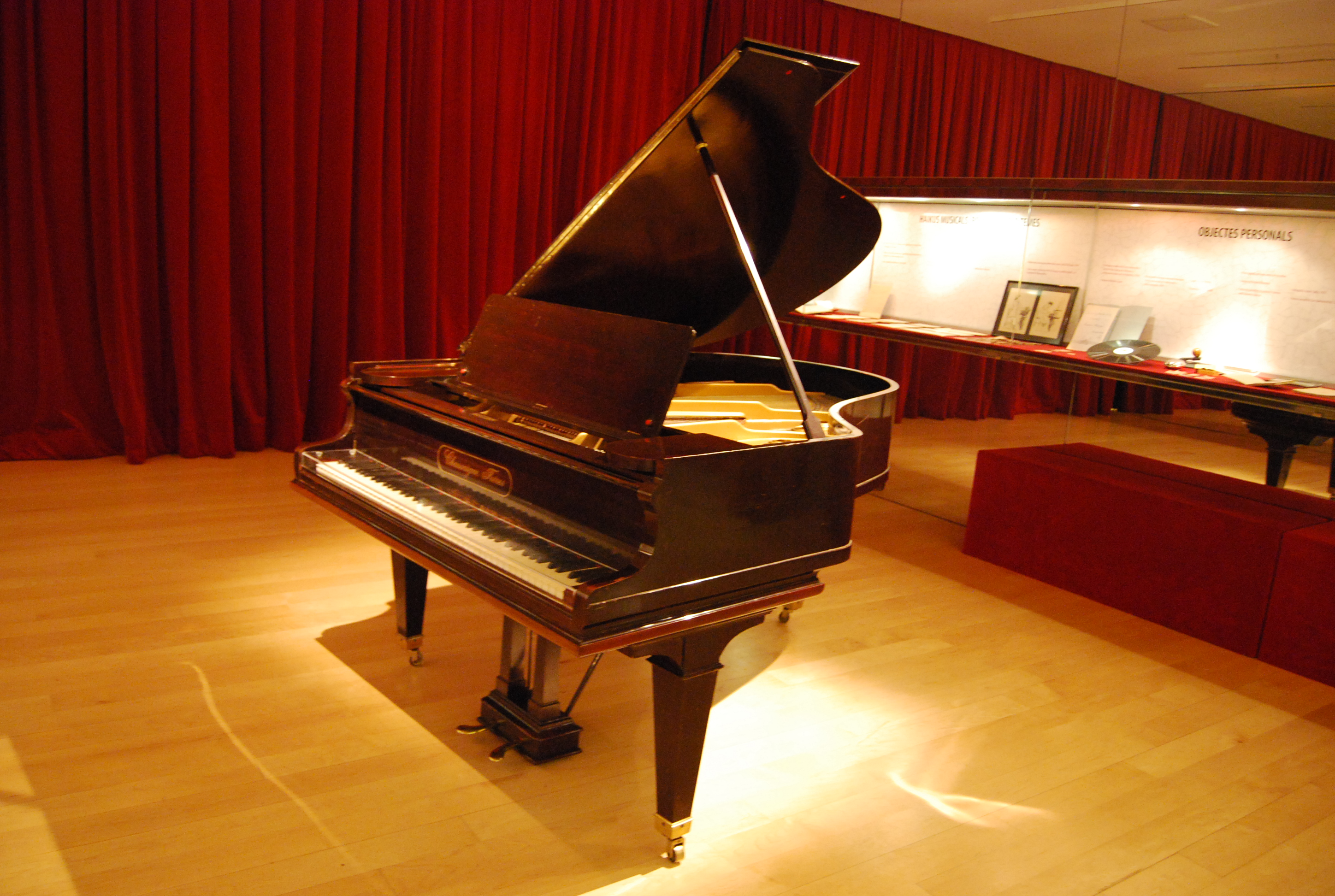
Le piano de Mompou, exposé au Musée de la Musique à Barcelone.

#### Impresiones íntimas
Les Impresiones íntimas sont les premières œuvres composées par Frederic Mompou, entre  1911 et 1914, lors de son premier séjour à Paris. Elles sont caractérisées par l'utilisation de la transposition pour éviter la monotonie. On peut y distinguer l'influence d'Erik Satie, particulièrement dans Secreto.
La première, intitulée initialement Adeu (« Adieu ») a été renommée Planys (« Plainte »), est composée d'un thème unique exposé trois fois avec des variations, et ne comporte pas de barres de mesure, contrairement aux pièces suivante du même recueil. Les trois pièces suivantes portent le même nom et sont suivies de Pajaro triste (« Oiseau triste »), inspirée par l'histoire d'un chardonneret, La Barça (« La barque »), rappelant « le balancement sans véhémence d'une embarcation » selon Roger Prevel, puis Cuna (« Berceau »), une berceuse, Secreto, une danse obstinée, et finalement Gitano, qui est la seule pièce du recueil à utiliser le folklore méridional, et est inspirée d'un accident de voiture sans gravité avec un vieil homme bon et résigné.

#### Pessebres
Les Pessebres (« Crèches »), composées de 1914 à 1917, décrivent une tradition catalane semblable aux santons de Provence. Les trois pièces, constituées d'inflexions modales, sont assez homogènes. La « Danse », soutenue et vive, évoque un motif populaire, alors que le Pastor (« Berger ») est un personnage de la crèche qui avance « d'un pas mesuré [vers] un lieu reposant. » Finalement, l'« Ermitage » est serein et contemplatif, laissant deviner des sons de cloches.

#### Scènes d'enfants
Mompou a composé les Scènes d’enfants entre 1915 et 1918 pour « éterniser ses promenades d'autrefois. » Réminiscences de chansons populaires catalanes, elles sont divisées en trois parties : « Cris dans la rue », « Jeux sur la plage » et « Jeunes filles au jardin », évoquant un monde ludique.
Dans « Cris dans la rue », on retrouve trois thèmes populaires : un mouvement perpétuel rigoureux et obsédant, une chanson des rues et finalement une valse lente sur la mélodie populaire Filla del Marxant. Jeux sur la plage I, II et III évoquent des appels et des balles lancées sur une plage. Finalement, « Jeunes filles au jardin », reprenant le thème Filla del Marxant, évoque un pas de danse en rêvant d'un prince charmant. Elle est inspirée par un souvenir de Mompou : une balade en montagne dans le lit d'un torrent. En haut du ravin, un mur, derrière lequel il imaginait l'existence du jardin et des jeunes filles. Plus tard, l'auteur découvrira un jardin romantique du XIXe siècle.
Jeunes filles au Jardin, avec La Rue, le Guitariste et le vieux Cheval (extrait de Suburbis) a été enregistré en mars 1930 par Magda Tagliaferro. C'était le premier disque consacré aux œuvres de Mompou (pour Gramophone P855). Plus tard, en 1935, Jeunes Filles au Jardin est l'objet d'une Cinéphonie, réalisée par Dimitri Kirsanoff. Les interprètes sont Magda Tagliaferro, piano, et Clotilde Sakharoff, danse.
Les Scènes d’enfants ont été orchestrées en 1936 par Alexandre Tansman, ami fidèle de Mompou. La pièce Jeu a également été transcrite pour violon par Joseph Szigeti et jouée par le Royal Ballet de Covent Garden.

#### Suburbis
Suburbis (1916-1917), l'un des ouvrages les plus connus de Mompou, représente les faubourgs de Barcelone au début du XXe siècle tout comme les Scènes d'enfants et est écrit sans barres de mesure. El carrer, el Guitarrista i el Vell Cavall (« La rue, le guitariste et le vieux cheval ») est inspiré par l'image et les sons d'un quartier ouvrier. Viennent ensuite les « Gitanes » I et II, évoquant probablement ses amies gitanes la Fana et la Chatuncha ; puis La Cegueta (« La petite aveugle ») dont le thème est involontairement analogue à la danse Portant et Pila a Balco du Xiquet de Valls. Finalement, L'Home de l'Aristo (« L'Homme à l'ariston »), évoque une sorte d'orgue de barbarie désaccordé joué par un mendiant lorsque Mompou était adolescent, sur un rythme de habanera, danse populaire cubaine.
Suburbis a été orchestré en 1936 par Manuel Rosenthal, à la suite d'un récital donné par Magda Tagliaferro.

#### Cants màgics
La série des Cants màgics a été écrite entre 1917 et 1919. Il s'agit de la première œuvre de Mompou à être publiée, dès 1920, par Francisco Martí de l’Unión Musical de Barcelona grâce à Augustín Quintas, malgré son style non conformiste caractérisé par l'absence de barre de mesure et l'utilisation de deux ou trois portées. Elle est dédiée à F. Motte-Lacroix, le maître de Mompou, qui fut immédiatement enthousiasmé et le présenta à Émile Vuillermoz, critique du journal « Le Temps ». Mais Mompou, toujours trop timide, reprend le train pour Barcelone, trop embarrassé par la perspective d'une interview.
Le style des Cants màgics est primitiviste, avec de nombreux accords prolongés.

#### Fêtes lointaines
Écrites en 1920, peu avant son retour à Paris, les « Fêtes lointaines » sont, selon Prével, « une des plus belles œuvres de Mompou ». Il s'agit de six danses non titrées, de diverses rapidités de mouvement, raffinées et écrites avec une grande économie de moyens.

#### Charmes
Dédiées à Émile Vuillermoz et Ricardo Viñes, les six courtes pièces composant « Charmes » ont été écrites entre 1920 et 1921, en référence aux poèmes de Paul Valéry. Selon leur compositeur, il s'agit d'« une forme primitive d'incantation » dans laquelle il cherche à détruire toute idée de composition. Aucune ne dure plus de deux minutes. Elles sont comparables aux six épigraphes antiques de Claude Debussy.
Le premier « charme » s'intitule « Pour endormir la souffrance ». Le deuxième, « Pour pénétrer les âmes », se termine par un son de cloche. Le troisième, « Pour inspirer l'amour » est très délicat et rappelle « Jeunes filles au jardin ». Dans le quatrième, « Pour les guérisons », les nombreux trilles se transforment progressivement en un champ élégiaque sur fond de marche funèbre. Le cinquième s'intitule « Pour évoquer l'image du passé » et est dansant et séducteur. Finalement le sixième et dernier charme, « Pour appeler la joie », est jubilatoire, empli de gazouillis et frôlements d'ailes.

#### Trois Variations
Les « Trois Variations » (1921) autour d'un thème personnel de Mompou sont dédiées au père de Mompou. La première variation est intitulée « Les soldats » et un souvenir du père de Mompou qui l'emmenait à une messe dans laquelle des soldats jouaient de la trompette lorsqu'il était petit.

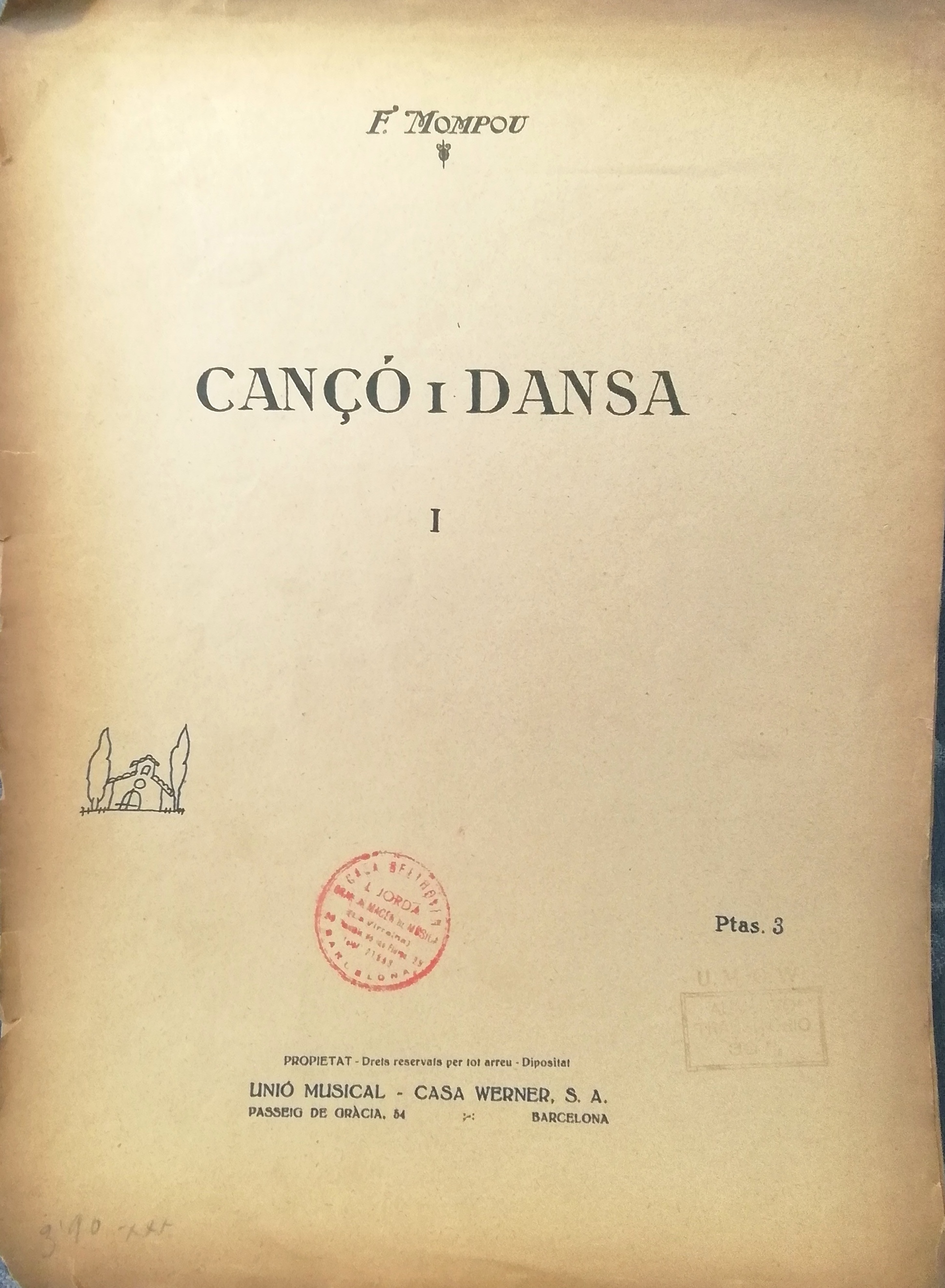
Cançó i dansa I (1921). Page de couverture de la partition.

La deuxième s'intitule « Courtoisie » alors que la dernière variation, « Nocturne », s'appelait d'abord El sapo (« Le crapaud ») puis La rana (« la grenouille ») et évoque un nocturne de Chopin, faisant entendre un animal nocturne, crapaud, grenouille ou chouette, « irréel mais qui existe » selon Antonio Iglesias. L'œuvre est de proportion réduite et comporte des indications inspirées d'Erik Satie, comme « répétez, je vous prie » à la place des barres de reprise.

#### Cançons i danses
Les Canciones y Danzas ou Cançons i danses, composées entre 1921 et 1962, sont caractérisées par une grande unité. Elles restituent (sans le transcrire) le folklore catalan, mais contiennent aussi quelques thèmes originaux. Chaque chanson, élégiaque et parfois mélancolique, est suivie d'une danse plus vive.
| No   | Année   | Dédicace          | Chanson                                                | Danse                                                                                       | Références |
| ---- | ------- | ----------------- | ------------------------------------------------------ | ------------------------------------------------------------------------------------------- | ---------- |
| I    | 1921    |                   | La filla del Carmesí                                   | Dansa de Castellterçol                                                                      | [ 55 ]     |
| II   | 1918–24 |                   | Senyora Isabel                                         | Galop e Cortesía                                                                            | [ 56 ]     |
| III  | 1926    | Frank Marshall    | Noi de la Mare (berceuse de Noël)                      | Sardane originale en 6/8 et 2/4                                                             | [ 57 ]     |
| IV   | 1928    |                   | El Mariner                                             | Ball del Ciri (la danse du cierge), originaire de la région de Castellterçol                | [ 58 ]     |
| V    | 1942    | Maria Canals      | Chant original d'inspiration castillane                | Ronde originale et trio                                                                     | [ 59 ]     |
| VI   | 1942    | Arthur Rubinstein | Chant triste originale d'inspiration tropicale         | Danse originale sur des rythmes antillais.                                                  | [ 60 ]     |
| VII  | 1944    |                   | Muntanyes regalades                                    | L'hereu Riera                                                                               | [ 60 ]     |
| VIII | 1946    |                   | El testament d'Amelia                                  | La Filadora (« La Fileuse », berceuse ou air galant)                                        | [ 61 ]     |
| IX   | 1948    | Gonzalo Soriano   | Rossinyol que vas a Franca                             | Barretomaore de Prats de Mollo et motifs originaux                                          | [ 61 ]     |
| X    | 1953    |                   | Deux cantigas inspirés de Don Alfonso X                | Deux cantigas inspirés de Don Alfonso X                                                     | [ 61 ]     |
| XI   | 1961    | Rafael Puyana     | Motifs du spectacle de la Patum de Berga               | Motifs du spectacle de la Patum de Berga                                                    | [ 62 ]     |
| XI   | 1961    | Rafael Puyana     | L'àliga                                                | Moros i Cristians (« Maures et Chrétiens »)                                                 | [ 62 ]     |
| XII  | 1962    | Léon-Paul Fargue  | La Dama d'Arago (« La Dame d'Aragon») au rythme altéré | La mala nova (« La mauvaise nouvelle »), à la fin de laquelle résonnent des appels de glas. | [ 62 ]     |

Le compositeur a dédié à la guitare une treizième pièce et la quatorzième, de nouveau pour le piano, a été publiée en 1980.

#### Préludes
Mompou a composé les « 12 Préludes » entre 1927 et 1960. Au contraire des « Chansons et danses », ils n'ont aucun rapport aux traditions populaires, mais on y trouve des traces de romantisme. Contrairement à ce qu'indique leur nom, il s'agit de pièces de caractère indépendant, comme Chopin ou Debussy ont pu en écrire.
Le premier cahier a été écrit entre 1927 et 1928 :
- Le 1er, dédié à Manuel Rocamora « Dans le style de romance » est noble, grave et serein[63], sérénate triste de style italien qui s'est initialement intitulé Una ventana con luz (« Une fenêtre avec de la lumière »). Son style est proche de celui de Chopin[51].
- Le 2e, dédié à Luis Durán i Ventosa devait au départ faire partie des Suburbis sous le titre du « Marchand des rues »[64]. Il évoque une comptine espagnole et le compositeur indique de le jouer « énergiquement », ce qui contraste fortement avec le numéro précédent[51].
- Le 3e, dédié à la baronne Robert de Rothschild est une mélodie lente avec un accompagnement vif[64]  à jouer « lentement et [de manière] très expressi[ve][51]. »
- Le 4e est une ronde enfantine catalane inspirée du Cantique des cantiques[64] de rythme archaïque autour d'un « Lent » central religieux[51].

Le deuxième cahier a été écrit entre 1930 et 1951 :
- Le 5e est, selon Robert Prevel, « l'art de Mompou dans ses plus hauts moments[64]. » L'« animato » central rappelle un souvenir nostalgique de Catalogne alors que Mompou réside à Paris[51].
- Le 6e est composé pour la main gauche seule[65] avec une économie de moyens caractéristique et une des plus grandes forces d'expression de toute l'œuvre de Mompou selon Antonio Iglesias, autour d'un thème bien développé et un rubato triste et mélancolique[51].
- Le 7e, de 1951, dédié à Alicia de Larrocha[24], s'intitule « Palmier d'étoiles » et forme un bouquet de feu d'artifice[65].
- Le 8e, « con lirica espressione » est une composition polyphonique et contrapunctique plus formelle que ce que Mompou réalise habituellement, où les voix dialoguent et modulent sans effort[65],[51].
- Le 9e est similaire au précédent[65] mais rappelle Chopin ou Scriabine dans son chromatisme[51].
- Le 10e est très court, intense[65] et expressif. Sa structure libre rappelle Chopin[51].
- Le 11e (qui était originellement le 7e et fut donc sans doute composé entre 1930 et 1943, fut dédié à Alicia de Larrocha pour son mariage en 1950; cette dernière le créa le 6 novembre 1950 au Casal del Metge à Barcelone. Il y fit quelques variantes après la création, et quand la pianiste lui demanda quelle version elle devait finalement choisir, le compositeur lui dit en riant, l'une pour les week-ends, et l'autre pour le reste de la semaine ![66] Ce prélude est le seul à ne pas avoir été enregistré par l'auteur.)
- Le 12e en sol mineur fut écrit en 1960 et dédié au docteur Fidel Saval. Son thème est dessiné autour d'un intervalle de septième[51].

#### Souvenirs de l'Exposition
« Souvenirs de l'Exposition » est une œuvre commandée par Marietti des éditions Max Eschig en 1937 à la suite de l'exposition spécialisée de 1937 à Paris en hommage à Marguerite Long. Elle se compose de quatre morceaux : « Entrée », « Tableau de statistiques », « Le Planétaire » et « Pavillon de l'élégance ». Elle apparaît aux côtés d'œuvres de Tcherepnine, Martinu, Rieti, Honegger, Halffter, Tansman, Mihalovici et Harsanyi.
La partie de Mompou est divisée en quatre numéros ironiques, suggestifs et élégants. Après l’Entrée, qui représente le portique d'entrée dans la foire, le Tableau de statistiques traduit en musique les chiffres de la production d'acier, de bétail, etc., que toute exposition mondiale se doit de présenter. Le troisième numéro, La planétaire reflète la voute sur laquelle le monde astral en mouvement est projeté dans le planétarium. Finalement, le Pavillon de l'élégance rappelle un défilé de mode avec son motif lyrique initial, puis des chiffres encore, comme dans le Tableau de statistiques, mais ceux de la soie ou du coton cette fois-ci ; avant de finir sur obsédante cadence de notes graves, on revient brièvement au défilé de mannequins.

#### Variations sur un thème de Chopin
Composé entre 1938 environ et 1957, les variations sont écrites autour du thème du 7e prélude de Chopin en la majeur. Au départ, il devait s'agir de variations pour violoncelle et piano, écrites avec le violoncelliste espagnol Gaspar Cassadó. Mais le projet ne voit jamais le jour, et dans un premier temps seuls quatre fragments (I, II, III et V) sont écrits. Mais en 1957, le Royal Ballet du Covent Garden de Londres lui propose d'écrire un ballet autour de ces variations. Il les écrit pour piano, « dans l'idée qu'un jour elles pourraient être transformées en ballet. »
Contrairement aux trois variations de 1921, dans lesquelles le thème n'était pas modifié, les variations sur un thème de Chopin modifient et transforment le motif de diverses manières. On trouve des variations brillantes ou plus émotives, des rythmes de valse (no IX) ou de mazurka (no V), dans un rythme ternaire (celui du thème) ou binaire. Le thème est suivi de douze variations et d'un épilogue lent :
- I : Tranquillo e molto amabile
- II : Gracioso
- III : Lento, écrit « pour la main gauche »
- IV : Espressivo
- V : Tempo di mazurka reprend le thème du prélude « goutte d'eau » de Chopin dans un rythme de mazurka.
- VI : Recitativo. Lento
- VII : Allegro leggiero
- VIII : Andante dolce e espressivo, le plus difficile, rappelle à Antonio Iglesias les Études symphoniques de Robert Schumann et le prélude « goutte d'eau » de Chopin.
- IX : Valse
- X : Évocation, emprunte le thème du moderato cantabile de la Fantaisie-Impromptu de Chopin.
- XI : Lento dolce e legato
- XII : Galop et épilogue

#### Paisajes
Le recueil des Paisajes (« Paysages ») est un recueil de trois pièces écrites entre 1942 et 1960 :
- La fuente y la campana (« La fontaine et la cloche ») a été inspiré par une soirée que Mompou a passée avec sa fiancée près de la cathédrale de Barcelone[69] ;
- El lago (« Le lac ») évoque un lac agité, le chant des grenouilles et le bourdonnement d'un angélus[70] ;
- Carros de Galicia (« Chariots de Galice »), plus tardif, évoque le grincement des roues d'attelages primitifs[70].

#### Música callada
La Música callada (en français « Musique tue », « Musique silencieuse » ou « Musique du silence ») est un recueil de vingt-huit pièces, réparties en 4 cahiers et composées entre 1959 et 1967. Elles ont été inspirées par les vers du Canto espiritual entre el alma y Cristo su Esposo de Saint Jean de la Croix :
| « La música callada La soledad sonora… » |  |  | « La musique tue La solitude sonore… » |
Ces pièces contiennent, selon l'auteur, « l'essentiel de [sa] conception esthétique ». Il s'agit en quelque sorte d'un résumé de sa pensée musicale, exaltant les possibilités expressives du piano mais sans superflu. Elles traduisent les sentiments les plus profonds de l'auteur et, selon lui, sont sa réussite la plus complète, l'œuvre étant exactement comme il souhaitait qu'elle soit. Elles sont d'une grande concision et d'une brièveté qui est une forme d'ascétisme. Selon François-René Tranchefort, elles représentent le chef-d'œuvre du compositeur.

#### Autres pièces pour piano
- Canción de cuna (1951)[34]
- Les Dialogues sont deux pièces romantiques sans titre spécifique[11] écrites en 1923 à la manière d'Erik Satie, avec de nombreuses indications comme « sans espoir », « suppliant », « expliquez », « questionnez », « répondez », « hésitez » ou « donnez des excuses ». Il s'agit d'un dialogue de Mompou avec lui-même. Dans le premier dialogue, une des phrases préférées du compositeur est interrompue par un signe d'interrogation, alors que le deuxième est plus tendre, virtuose et passionné, et difficile techniquement[51].
- Sur la pointe des pieds (1962)[34]

### Orgue
Pastoral, la « Pastorale pour orgue » a été composée en 1972. Elle est séparée en deux mouvements : le premier est serein et pastoral alors que le second provient d'une danse populaire catalane. L'auteur indique qu'il aurait pu s'agir d'une des « chansons et danses ».

### Guitare
Deux pièces pour guitare ont été composées par Mompou. La Suite compostelana, écrite en (1962), est dédiée à Andrés Segovia.
La Cançó i dansa no 13 a quant à elle été composée en 1972. Comme les Cançons i danses pour piano, elle est composée d'une chanson (El cant dels ocells) suivie d'une danse (El bon caçador).

### Musique de chambre
- Altitud (1928)[34]
- El Pont (1976)[34]

### Piano et voix
Les pièces pour piano et voix ont été écrites par Mompou durant toute sa carrière. La première, L'Hora grisa, date de 1915. Le piano ne tient pas le rôle d'accompagnement, mais il est intégré à la voix de manière homogène et mettent en valeur la beauté de la voix et la qualité de l'interprétation plutôt que la tessiture du chanteur ou de la chanteuse. L'harmonie est semblable aux pièces pour piano, même si les modulations sont plus développées.

#### L'Hora grisa
L'Hora grisa est la première œuvre vocale écrite par Mompou, en 1915 sur les paroles de Manuel Blancafort. Elle évoque des bruits de cloches.

#### Combat del somni
Le « Combat du rêve » (Combat del somni), composé entre 1942 et 1948 sur des poèmes pudiques et poignants de Josep Janés, a la préférence de Roger Prevel. Les trois premiers poèmes ont été transcrits pour voix et orchestre en 1965.
- Damunt de tu només les flors (« En dessus de toi rien que les fleurs ») est un chant d'amour à l'accompagnement élaboré[76]. « Francis Poulenc au comble de l'émotion en fit, dit-on, trisser l'exécution[43] ! »
- Aquesta nit un mateix vent (« Cette nuit là un même vent »), presque véhément, est d'une violence contenue[76].
- Jo et pressentia com la mar (« Je te pressentais comme la mer ») dans lequel le murmure du piano fait penser à des vagues[76].
- Fes-me la vida transparent (« Rends-moi la vie transparente ») est constitué d'harmonies limpide et très expressif<[76].
- Ara no sé si et veig, encar (1948[34])

#### Becquerianas
Becquerianas a été composé en 1971 sur six des poèmes romantiques andalous Rimas de Gustavo Adolfo Bécquer :
- El cielo y la tierra me sonríen (« Le ciel et la terre me sourient ») ;
- Yo sé cual el objeto de tus suspiros es (« Je sais quel est l'objet de tes soupirs ») ;
- Los invisibles átomos del aire (« Les atomes invisibles de l'air ») ;
- Yo soy ardiente, yo soy morena (« Je suis ardente, je suis brune ») ;
- Volverán las oscuras golondrinas (« Elles reviendront les noires hirondelles ») ;
- Olas gigantes (« Vagues géantes »).

Mompou utilise une tessiture de voix plus étendue que dans ses œuvres vocales précédentes.

#### Autres œuvres avec voix
- Aureana do Sil (1951)[34]
- Cançó de la Fira (1949[34]) utilise des vers de Tomàs Garcés[78].
- Cançoneta Incerta (1926), sur un poème de Josep Carner[78].
- Cantar del Alma (1951[34]), « La Chanson de l'âme », est composé sur des paroles de Saint Jean de la Croix[78] dans un style grégorien[79].
- Cinq Mélodies (1972) sur des textes de Paul Valéry[34]
- Comptines (1926-1943[34]) est composé de six comptines divisées en deux recueils composés en 1931 (dédié à Jane Bathori) et 1943 (dédié à la nièce de Mompou). Les textes sont de Mompou lui-même.
- Deux Mélodies (1945[34]) est basé sur deux textes de Juan Ramón Jiménez : « Pastoral » et Llueve sobre el Río (« Il pleut sur la rivière »)[78].
- El Niño Mudo (1956)[34]
- Fes-me la vida transparent (1951)[34]
- Le Nuage (1928[34]) est composé sur un poème de Mathilde Pomès[78].
- Primeros Pasos (1964)[34]
- Quatre Mélodies (1925[34]) : « Rosa del Cami », « Cortina de fullatge », « Incertitud » et « Neu ». Mompou s'est servi de ses propres textes[80].
- Sant Martí (1962[34]) utilise un poème du Père Ribot[78].

### Voix et orchestre
- Combat del Somni est une transcription des trois premiers poèmes de Combat del Somni pour piano et voix datant de 1965[34]. L'orchestration ajoute une dimension tragique à la version originale plus dépouillée, similaire à l’œuvre de Mahler[43].
- Los improperios est un oratorio pour baryton chœur et orchestre commandé en 1963 par le festival de musique religieuse de Cuenca, pour mettre en musique le rituel chrétien des impropères du vendredi saint. Le texte en latin relate la souffrance du Christ et ses reproches d'ingratitude au peuple. D'une durée d'environ 30 minutes, il montre que Mompou est capable de produire un ouvrage de dimension importante et pas uniquement intimiste ou pianistique, bien que celui-ci ait démenti avoir voulu dépasser ses compositions précédentes, et affirmait habituellement être incapable d'imaginer des sons sur commande. La première version a été jouée le 26 mars 1964 par l'Orchestre symphonique de la Radio Télévision espagnole, la Capilla Clásica Polifónica et Roberto Torres, et une seconde version a été orchestrée en 1968. Roger Prével le désigne comme « le plus bel oratorio écrit en Espagne dans cette moitié de siècle », ne pouvant être comparé qu'au Stabat Mater de Francis Poulenc et à la Messe d'Igor Stravinsky[81],[43].
- Cinq chansons (1973) est une œuvre pour voix, ensemble à cordes et instruments à vent sur les poèmes de Paul Valéry « La Fausse Morte », « L'Insinuant », « Le Vin perdu », « Le Sylphe » et « Les Pas ». Musique et poésie sont parfaitement mêlés, atteignant l'idéal de Música callada[82].

### Chœur
- Ave Maria (1958)[34]
- Cantar del Alma (1951)[34]
- Canto de Ultreia (1962)[34]
- Dos Cantigas de Alfonso X el Sabio (1953)[34]
- La Vaca Cega (1978)[34]
- Propis del Temps d’Advent, « Propre au temps de l'Avent » en français, est une œuvre pour quatuor vocal mixte, assemblée et orgue, composée sur un texte catalan en 1973[83].
- Vida Interior (1966)[34]

### Orchestre
- Variations sur un thème de Chopin (1957)[34]

### Musique de scène
- L'Ocell Daurat (Cantata infantil[34], 1971[84]), « L'oiseau doré » en français, est une cantate pour chœurs d'enfants composée à partir d'un conte catalan, dans lequel figurent des personnages tels que le Roi, le fileur, le tisserand, le tailleur ou les médecins, au côté de l'oiseau[85].

## Prix
- 1981 : Prix national de musique

## La Fondation Frederic Mompou
En 2006 a été créée par la pianiste Carmen Bravo, veuve du compositeur, entre autres personnes, la Fondation Frederic Mompou ayant pour but la diffusion de l'œuvre du compositeur. En 2008, la Fondation a rendu publiques une quarantaine de pièces pour le piano encore inédites, composées entre 1911 et 1920, ainsi que quelques pièces des années 1940.

## Adaptations
En 2001, George Mraz, Richie Beirach et Gregor Hübner (de) sortent un disque intitulé Round about Mompou où ils réinterprètent certaines pièces de música callada dans un style jazz au piano, au violon et à la basse.

## Discographie
- Mompou a interprété une partie de ses propres œuvres en 1974, au Casino de l’Alianca del Poblenou, Barcelone, publié chez Ensayo[34] (rééd. 4 CD Brilliant Classics 6515).
- L'intégrale de l’œuvre pour piano a été enregistrée par Josep Colom (Mandala/Harmonia Mundi (OCLC 32519447)), Antoni Besses, Miquel Farré (Audio-visuels de Sarrià)[34], Jordi Masó (Naxos) et Adolf Pla (4CD La mà de guido (OCLC 829706151)).
- Les Cançons i danses, ont été interprétées en particulier par Alicia de Larrocha (RCA Records)[34].
- Gonzalo Soriano et Carmen Bravo (épouse du compositeur), interprètent diverses pièces de Mompou (EMI 7 64470 2).
- La mélodie Damunt de tu, a été chantée par José Carreras (Philips) et Victoria de los Ángeles (EMI)[34].
- Musique pour piano : Canción y danza, Prélude, Charme, Cants mágics - Stephen Hough, piano (22-23 juillet 1996, Hyperion Records) (OCLC 54886563) — Gramophone Award 1998.
- Volodos joue Mompou - Arcadi Volodos (2011, SACD Sony) (OCLC 892963298) — Gramophone Award, catégorie « Instrumental », 2014.
- Cançons i Danses ; Paisajes ; Scènes d’enfants - Luis Fernando Pérez, piano (1-3 décembre 2016, Mirare MIR 364)